# 請你放心
《請你放心》是趙詠華的第十四張大碟，於1997年推出，是其與李正帆分手後製作的第二張大碟，專輯的第一主打歌是《請你放心》，她也在本專輯首次進行翻唱——《愛的淚珠》，以及再次作詞——《想不開》。

## 曲目
| 曲序 | 曲名       | 曲         | 詞     | 編曲                   | 附註         |
| 01   | 請你放心   | 李偲菘     | 姚若龍 | 吳慶隆                 | 第一主打歌   |
| 02   | 灰色雨滴   | 林隆璇     | 林隆璇 | 李庭匡                 | 第二主打歌   |
| 03   | 女人．顔色 | 李迪文     | 娃娃   | Joshua Wan、Sydney Tan | 第三主打歌   |
| 04   | 想不開     | 李偲菘     | 趙詠華 | 黃銘源                 |              |
| 05   | 好好的過吧 | 林東松     | 姚若龍 | 楊長杰                 |              |
| 06   | 愛的淚珠   | 王福齡     | 新芒   | Joshua Wan、Sydney Tan | 原唱为黄莺莺 |
| 07   | 時差       | 方文良     | 方文良 | 屠穎                   |              |
| 08   | 等         | 林東松     | 白進法 | 屠穎                   |              |
| 09   | 麵包       | 方文良     | 方文良 | 鍾興民                 |              |
| 10   | 海邊一日   | "r"Project | 樓南蔚 | 陳飛午                 |              |

## 音樂錄影帶
- 請你放心
  - 導演：賴偉康
  - 封面攝影：黃中平
  - 企劃：簡兢谷
- 灰色雨滴 
  - 導演：賴偉康
  - 封面攝影：黃中平
  - 企劃：簡兢谷
- 女人．顔色
  - 片段取自《只要你對我再好一點》及《誰要我寵壞了你》音樂錄影帶

## 唱片版本
- CD版